# Alex Lawson
Alex Lawson (ur. 31 stycznia 1994 w Phoenix) – amerykański tenisista, specjalizujący się w grze podwójnej.

## Kariera tenisowa
W 2021 roku, podczas US Open zadebiutował w turnieju wielkoszlemowym w grze podwójnej. Startując w parze z Robertem Gallowayem odpadł w drugiej rundzie.
W karierze zwyciężył w czterech deblowych turniejach cyklu ATP Challenger Tour. Ponadto wygrał cztery deblowe turnieje rangi ITF.
Najwyżej sklasyfikowany w rankingu gry pojedynczej był na 1373. miejscu (15 sierpnia 2022), a w klasyfikacji gry podwójnej na 101. pozycji (25 lipca 2022).

### Zwycięstwa w turniejach rangi ATP Challenger Tour

#### Gra podwójna
| Końcowy wynik | Nr | Data            | Turniej   | Nawierzchnia  | Partner         | Przeciwnicy                      | Wynik finału      |
| ------------- | -- | --------------- | --------- | ------------- | --------------- | -------------------------------- | ----------------- |
| Zwycięzca     | 1. | 29 lipca 2018   | Grandby   | Twarda        | Li Zhe          | JC Aragone Liam Broady           | 7:6(2), 6:3       |
| Zwycięzca     | 2. | 21 lipca 2019   | Gatineau  | Twarda        | Marc Polmans    | Hans Hach Verdugo Dennis Novikov | 6:4, 3:6, 10–7    |
| Zwycięzca     | 3. | 21 marca 2021   | Cleveland | Twarda (hala) | Robert Galloway | Evan King Hunter Reese           | 7:5, 6:7(5), 11–9 |
| Zwycięzca     | 4. | 1 sierpnia 2021 | Segowia   | Twarda        | Robert Galloway | JC Aragone Nicolás Barrientos    | 7:6(8), 6:4       |